# Otto Mueller
Otto Mueller (Lubawka, 16 de outubro de 1874 – Wrocław, 24 de setembro de 1930) foi um pintor, professor, dentista e gravurista do movimento expressionista de Die Brücke.

## Vida e trabalho
Mueller nasceu em Liebau (hoje Lubawka, Condado de Kamienna Góra), Kreis Landeshut, Silésia. Entre 1890 e 1892 ele foi treinado em litografia em Görlitz e Wrocław. De 1894 a 1896, ele estudou na Academia de Belas Artes de Dresden e continuou seus estudos em Munique durante 1898. Ele deixou a  Academia de Belas Artes de Munique depois que Franz von Stuck o classificou como sem talento.
Suas primeiras obras são influenciadas pelo impressionismo, Jugendstil e simbolismo. Quando se mudou para Berlim em 1908, seu estilo se tornou mais expressionista. Durante esse tempo, houve encontros com Wilhelm Lehmbruck, Rainer Maria Rilke e Erich Heckel . Em 1910, juntou-se ao 'Die Brücke', um grupo de artistas expressionistas com sede em Dresden. Foi membro do grupo até a sua dissolução em 1913 devido a diferenças artísticas. Ao mesmo tempo, Mueller também teve contato com o grupo de artistas 'Der Blaue Reiter'.
Durante a Primeira Guerra Mundial, ele lutou como soldado alemão na França e na Rússia. Após a guerra, tornou-se professor na academia de artes (Akademie der Bildenden Kunste) em Breslau, onde ensinou até à sua morte em 24 de setembro de 1930. Johnny Friedlaender e Isidor Ascheim estavam entre os seus alunos lá.
Em 1937, os nazistas apreenderam 357 de suas obras em museus alemães, já que as pinturas eram consideradas arte degenerada.
Mueller foi um dos pintores expressionistas alemães mais líricos. O tema principal das obras de Mueller é a unidade dos humanos e da natureza; suas pinturas enfatizam uma simplificação harmoniosa de forma, cor e contornos. Ele é conhecido especialmente por suas pinturas características de nus de mulheres.

## Obras

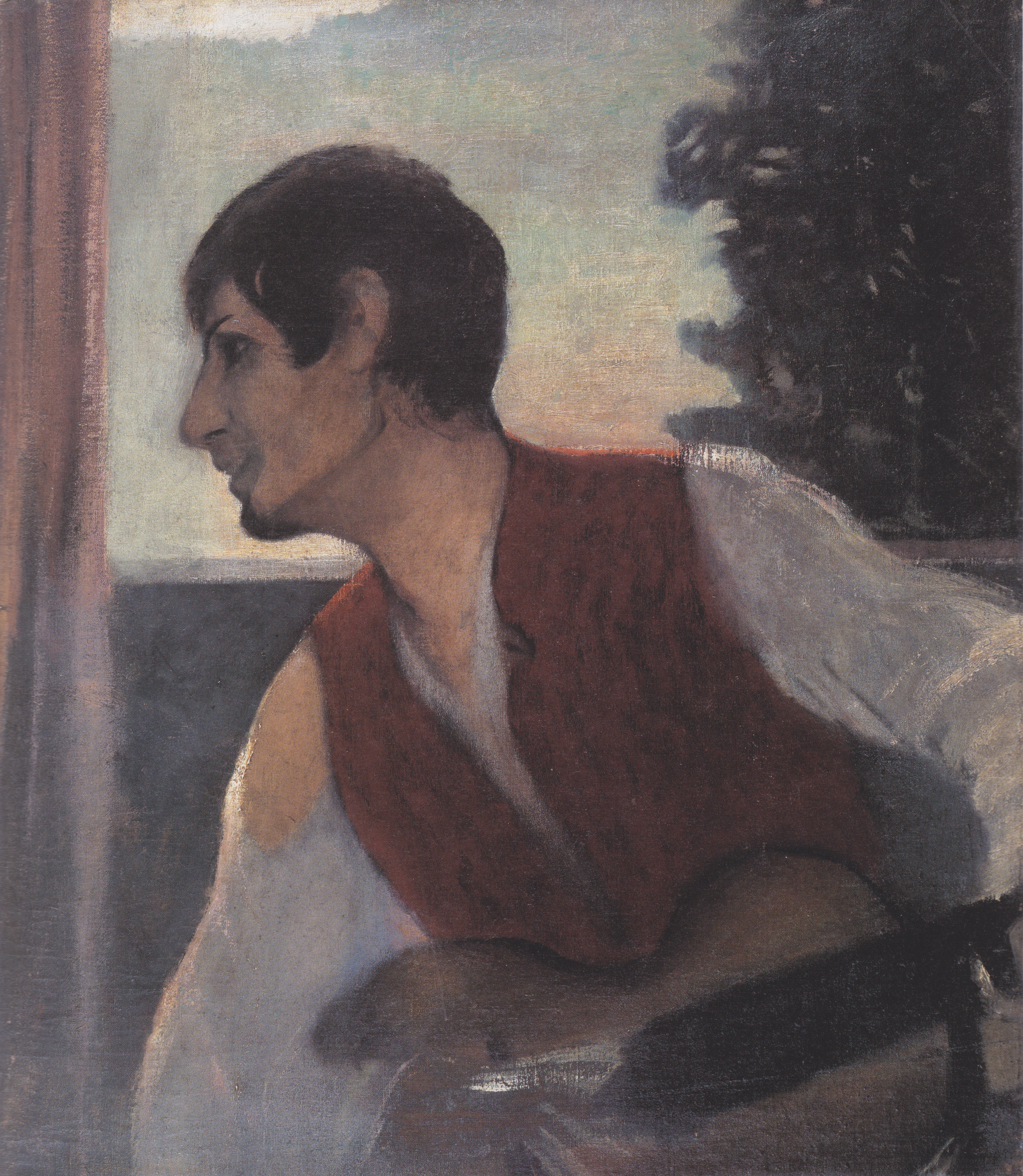
Auto-retrato com violão, 1903–04, óleo sobre tela, 76 × 65 cm, coleção particular
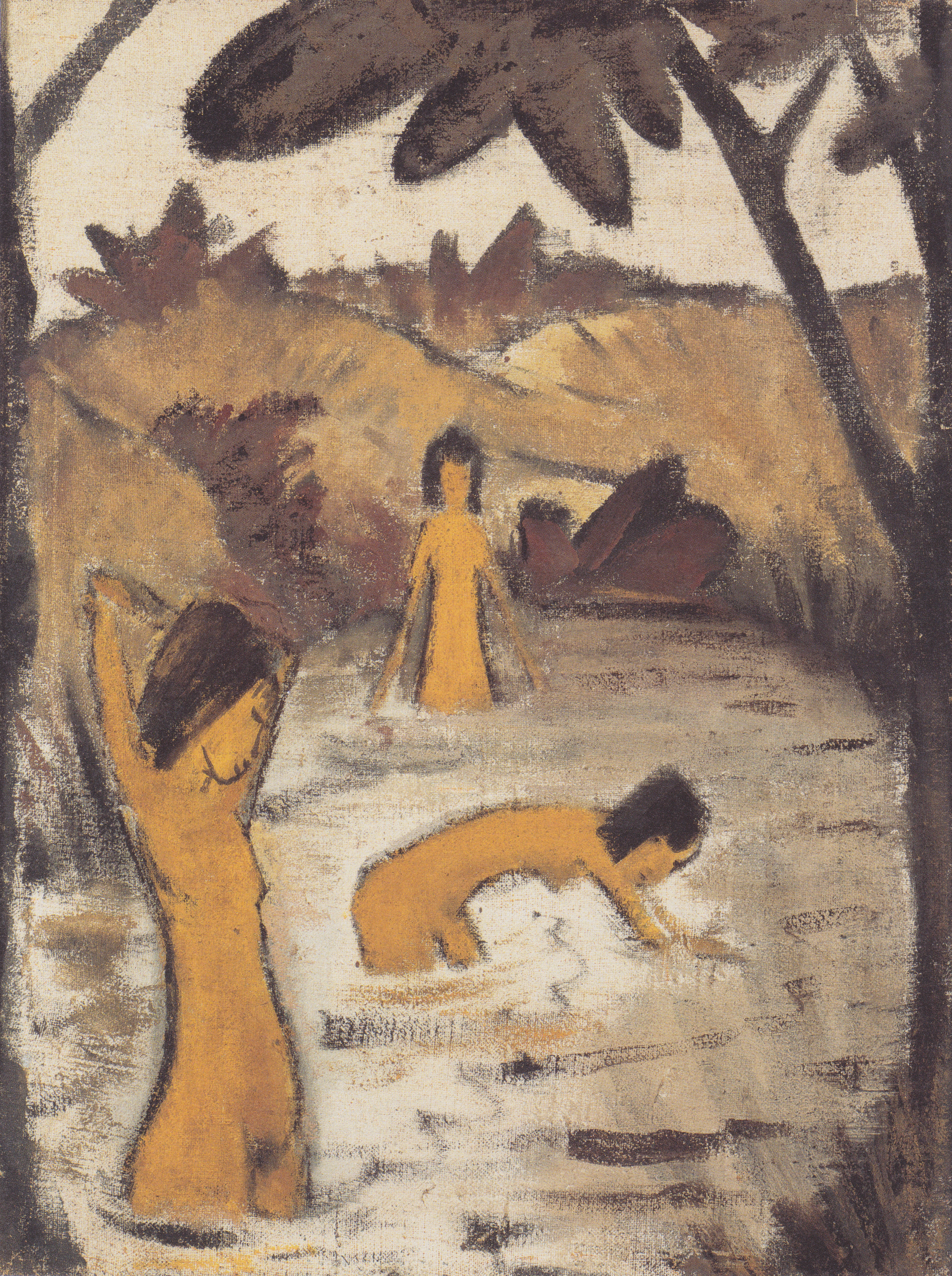
Três mulheres de banho na lagoa, c. 1912, tinta colada na depenagem, 119 x 90 cm, Museum am Ostwall, Dortmund
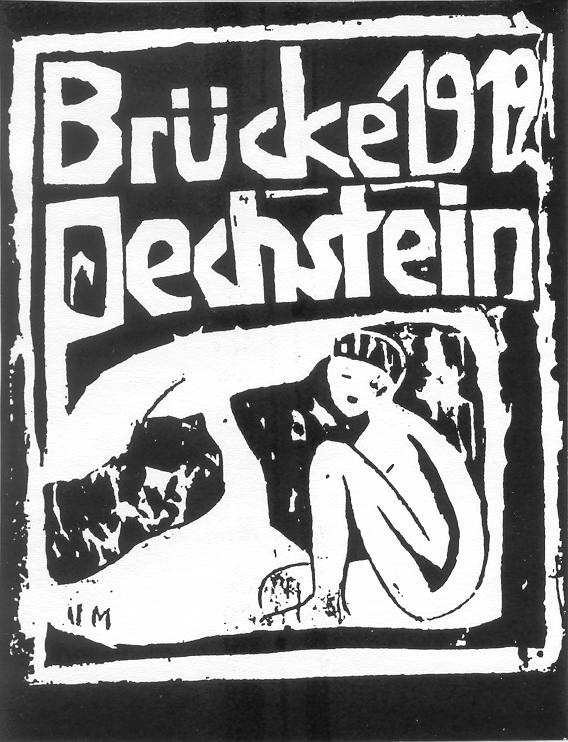
Brücke, 1912, xilogravura sobre papel, na capa
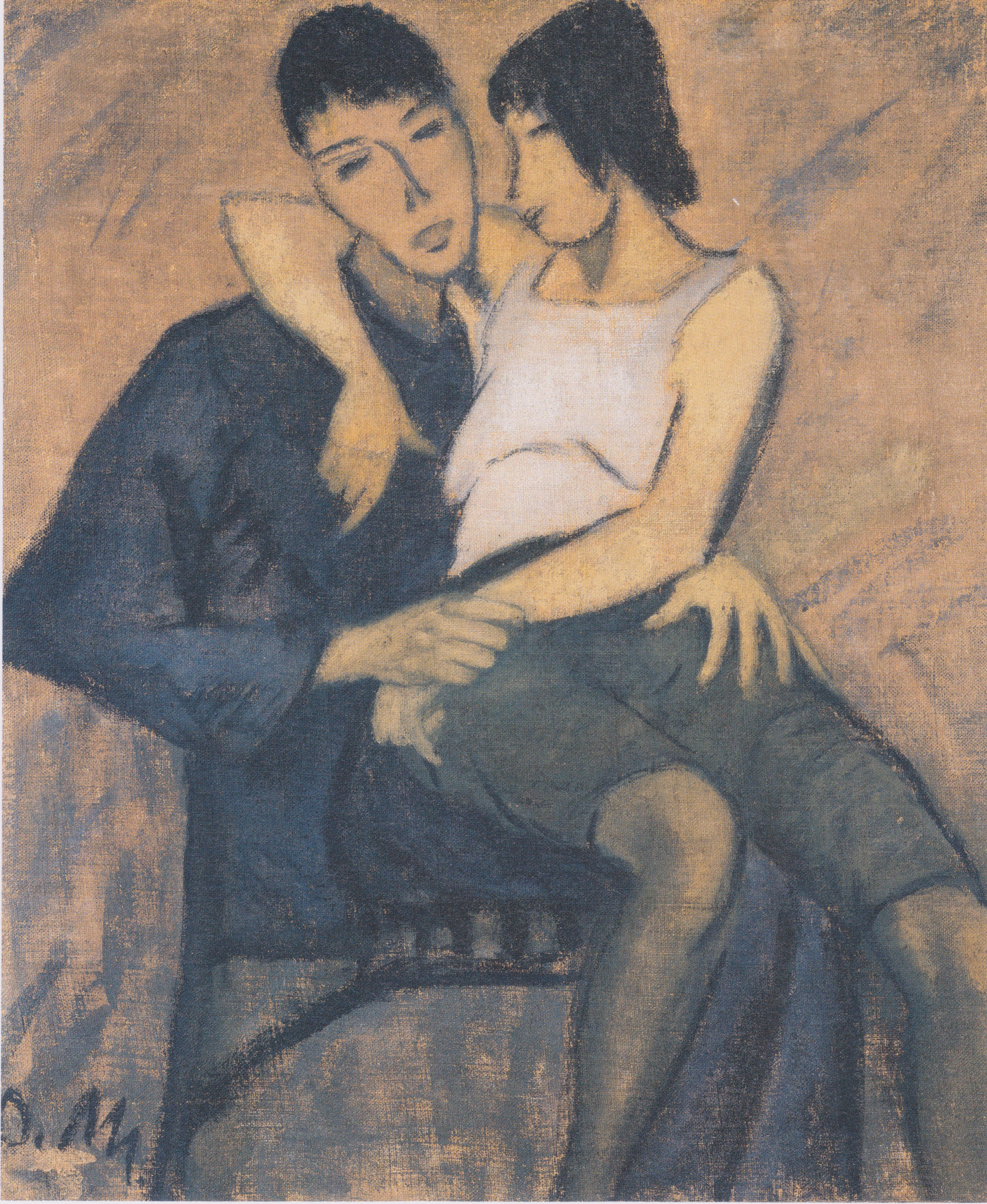
Dois amantes (Liebespaar), c. 1914, tinta colada na depenagem, 101,5 x 83,5 cm, coleção particular
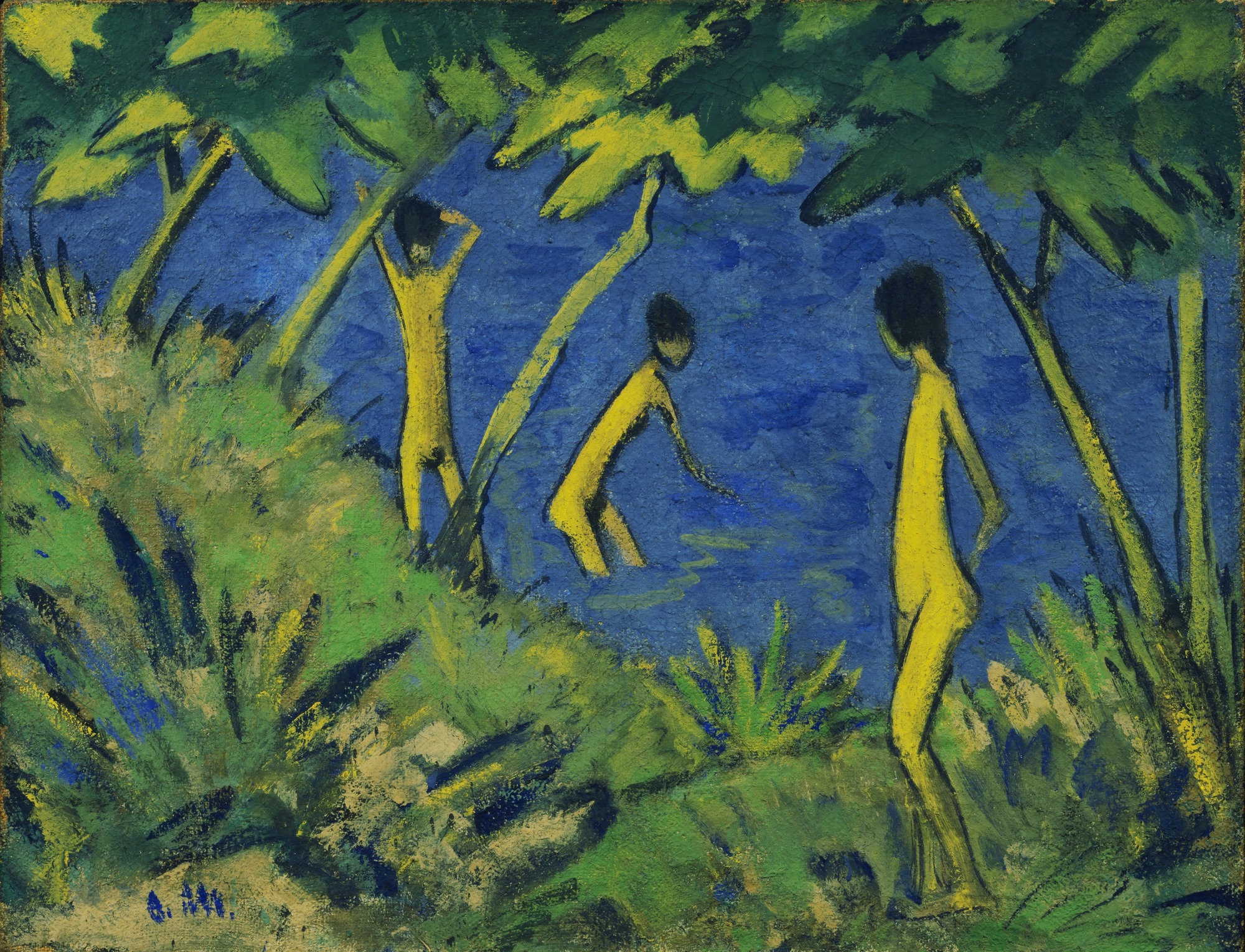
Paisagem com nus amarelos, c. 1919, óleo sobre serapilheira, 70,2 x 90,8 cm, MoMA
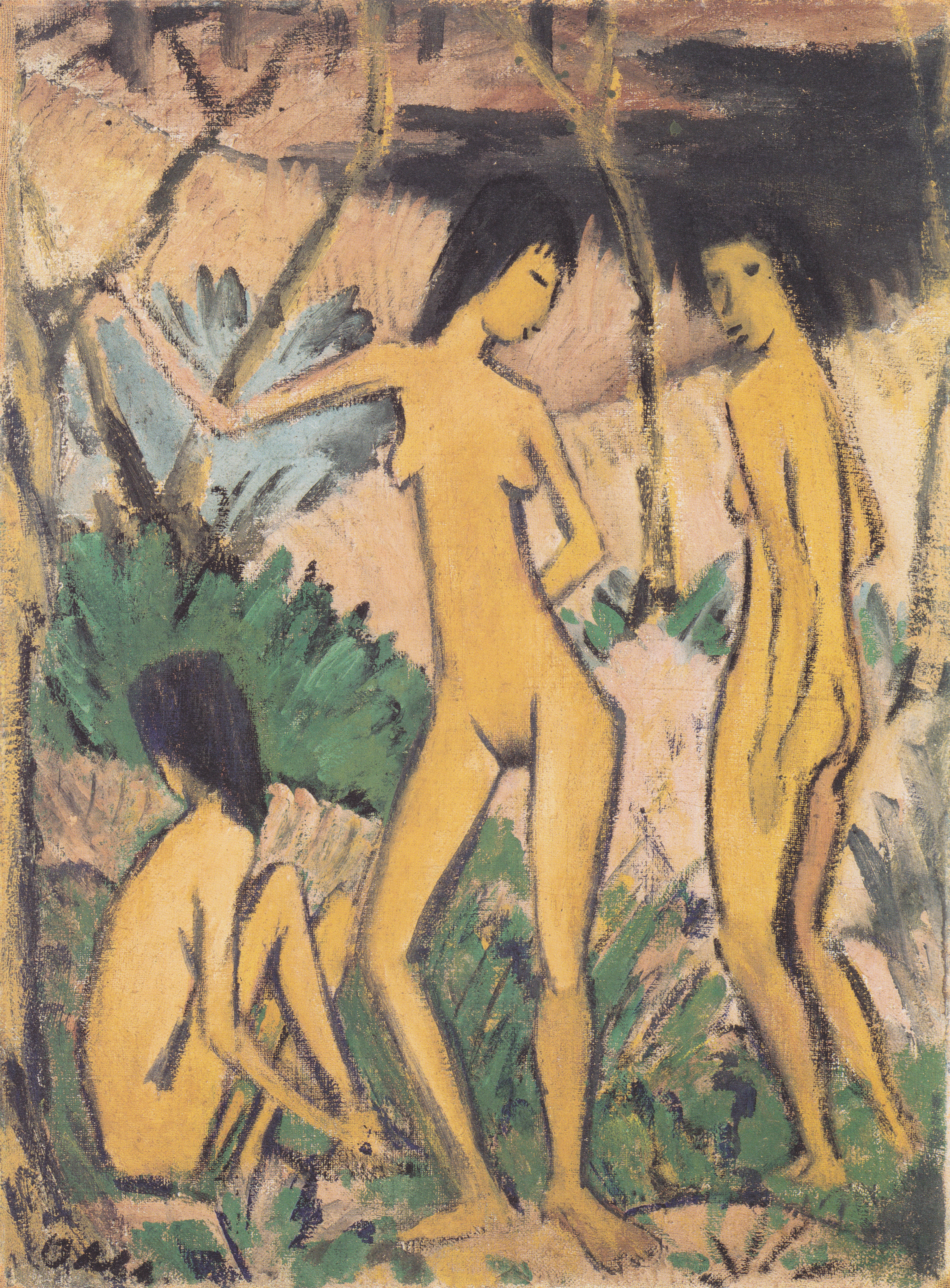
Três nus em uma paisagem (Drei Akte in Landschaft', 1919, têmpera sobre tela, Brücke Museum, in Berlim
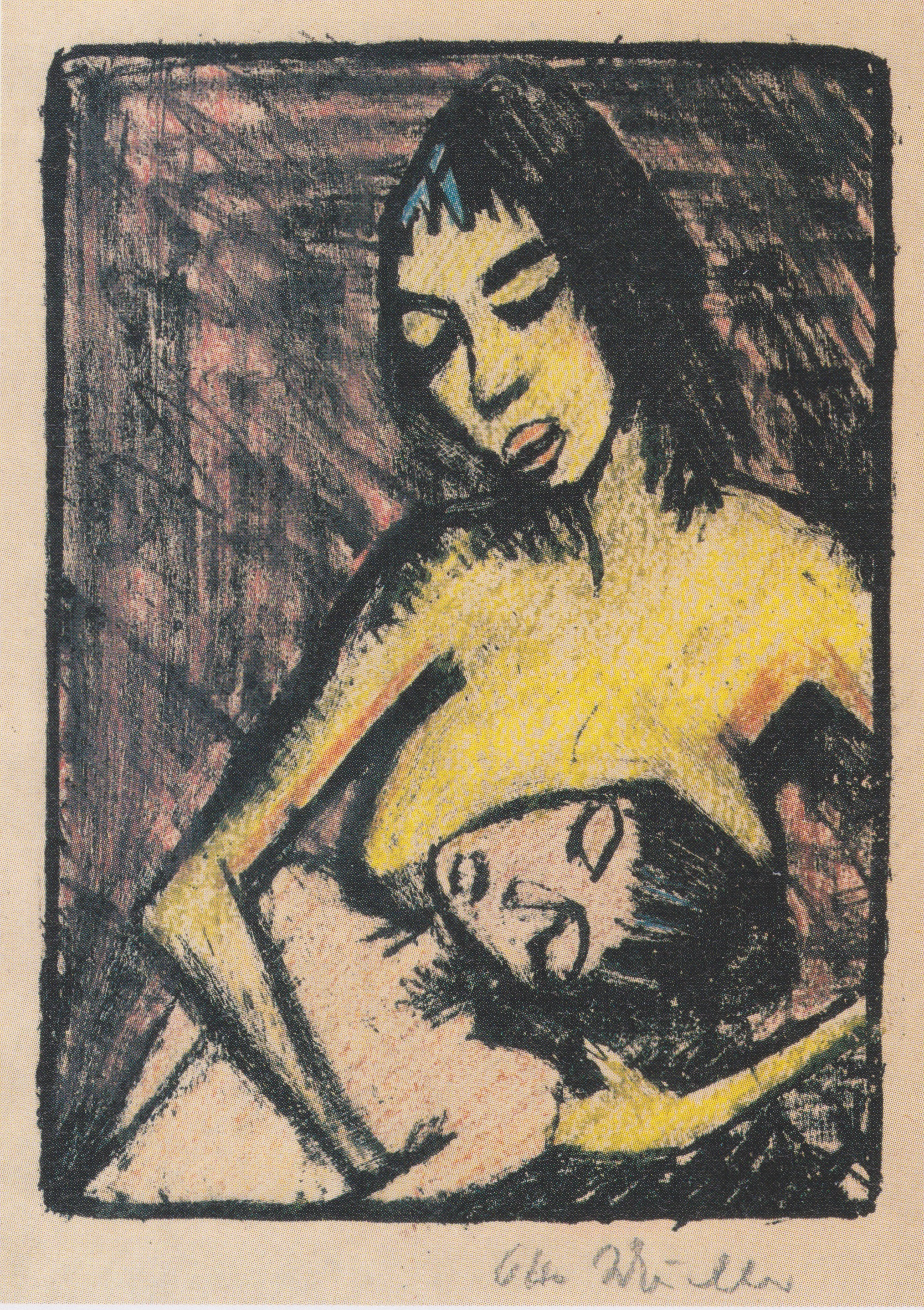
Mãe e filho 2. (Mutter und Kind 2.), 1920, litografia sobre papel, 26 x 18,7 cm
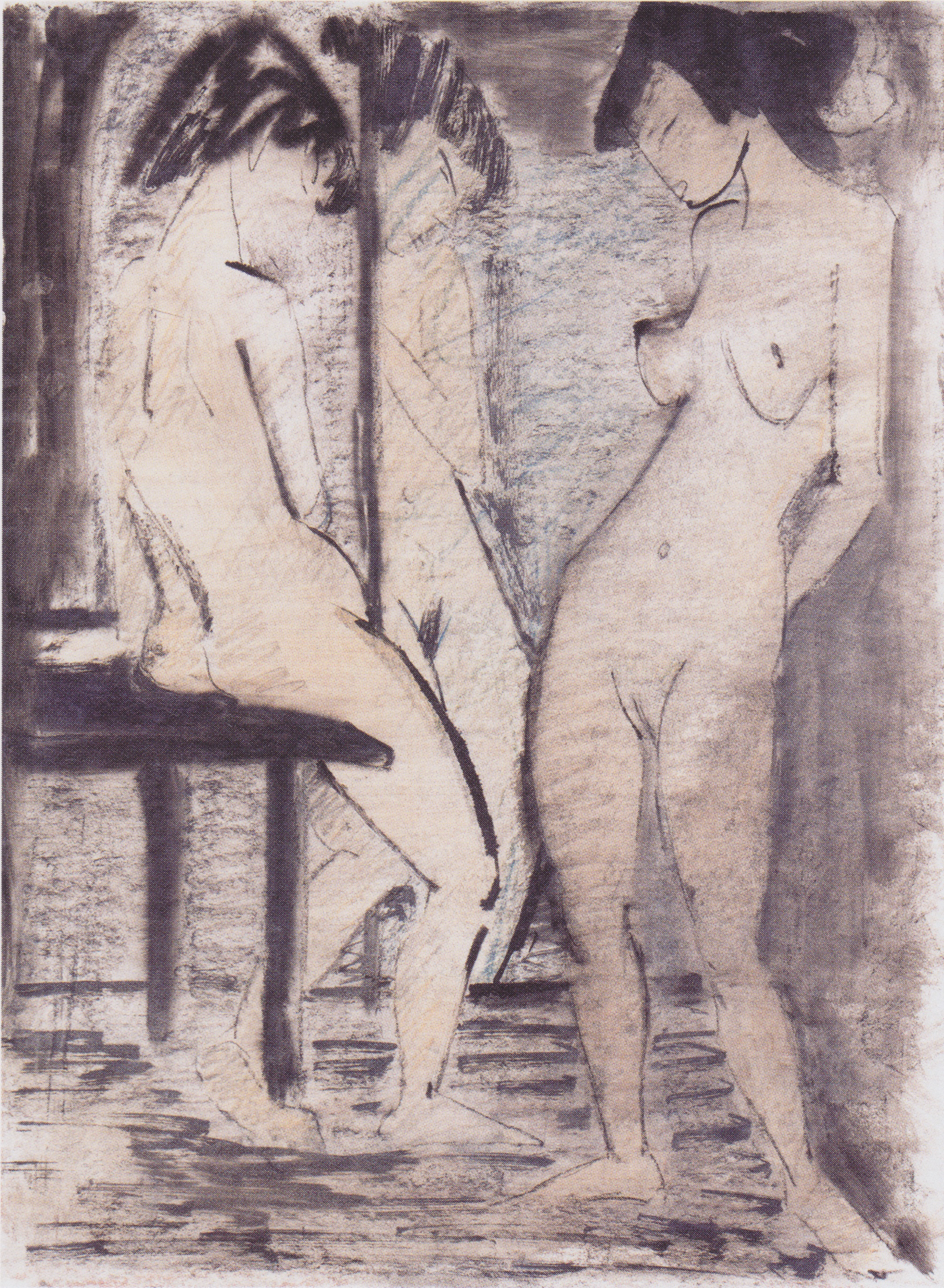
Três Figuras (Drei Akte)), c. 1925, aquarela e giz colorido sobre papel, 68 x 50 cm, Museum am Ostwall, Dortmund
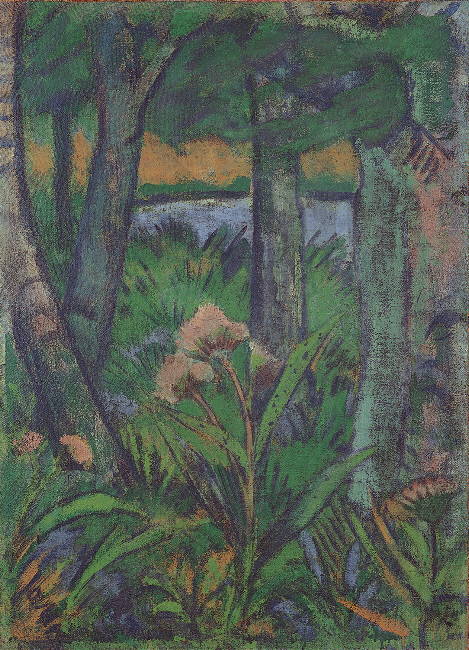
Floresta com flores e lagoa, c. 1925, cinomose em juta, 106,5 x 77 cm
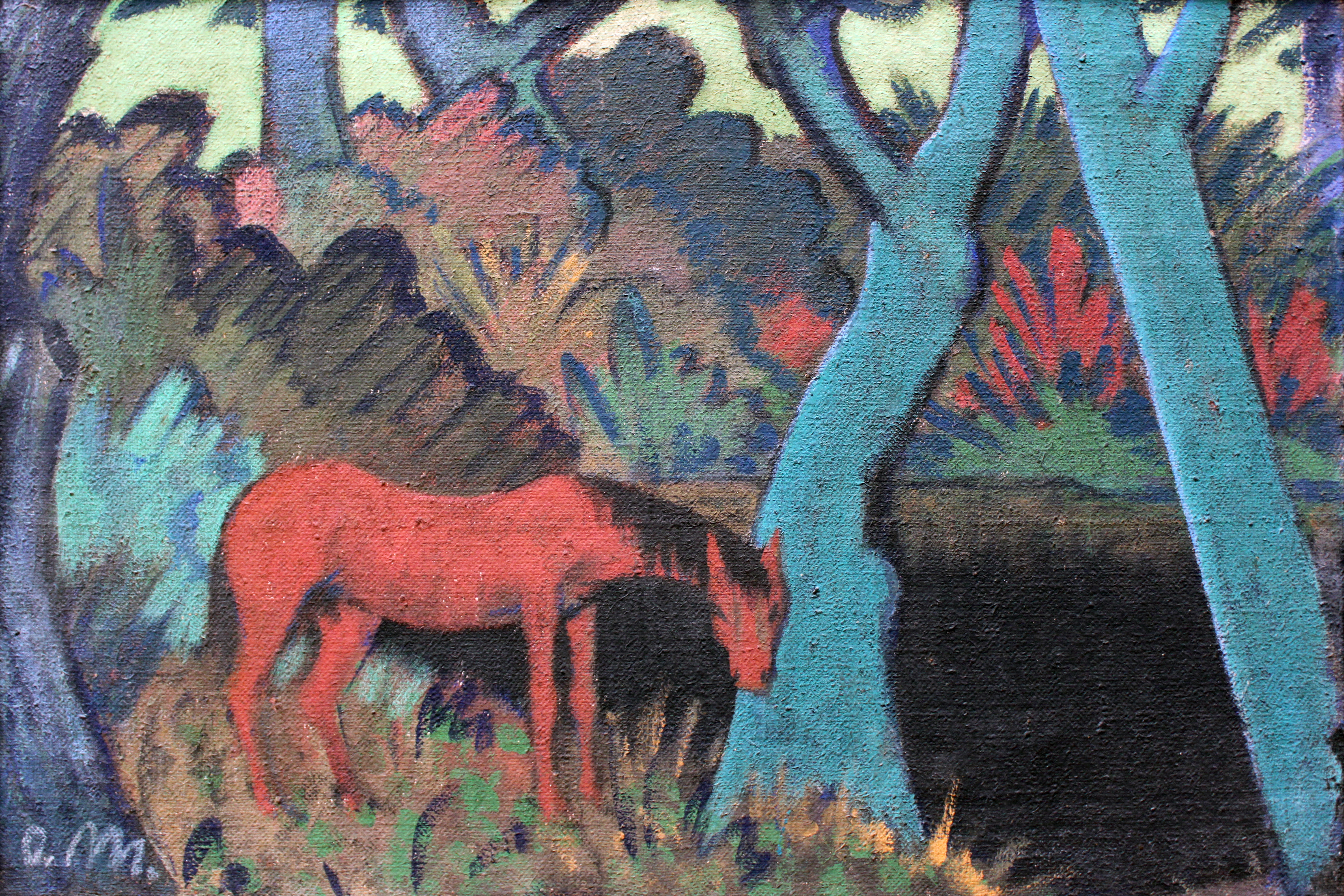
Cavalo cigano na água negra, 1928, Germanisches Nationalmuseum